# كلاي راش
كلاي راش (بالإنجليزية: Clay Rush)‏ هو لاعب كرة قدم أمريكية أمريكي، ولد في 27 أكتوبر 1973.